# العلاقات اليونانية الأيرلندية
العلاقات اليونانية الأيرلندية هي العلاقات الثنائية التي تجمع بين اليونان وجمهورية أيرلندا.

## مقارنة بين البلدين
هذه مقارنة عامة ومرجعية للدولتين:
| وجه المقارنة                                              | اليونان                                                                             | جمهورية أيرلندا                                       |
| --------------------------------------------------------- | ----------------------------------------------------------------------------------- | ----------------------------------------------------- |
| المساحة (كم2)                                             | 131.96 ألف                                                                          | 70.27 ألف                                             |
| عدد السكان (نسمة)                                         | 10.76 مليون                                                                         | 4.76 مليون                                            |
| الكثافة السكانية (ن./كم²)                                 | 81.54                                                                               | 67.74                                                 |
| العاصمة                                                   | أثينا، نافبليو                                                                      | دبلن                                                  |
| اللغة الرسمية                                             | لغة يونانية، اليونانية الديموطيقية ‏                                                 | اللغة الأيرلندية، لغة إنجليزية، الإنجليزية الأيرلندية |
| العملة                                                    | يورو، دراخما، فينيكس يوناني ‏                                                        | جنيه أيرلندي، يورو، عملات اليورو الأيرلندية           |
| الناتج المحلي الإجمالي (بليون دولار)                      | 200.29 مليار                                                                        | 333.73 مليار                                          |
| الناتج المحلي الإجمالي (تعادل القوة الشرائية) بليون دولار | 285.45 مليار                                                                        | 318.16 مليار                                          |
| الناتج المحلي الإجمالي الاسمي للفرد دولار أمريكي          | 18.00 ألف                                                                           | 61.13 ألف                                             |
| الناتج المحلي الإجمالي للفرد دولار أمريكي                 | 26.85 ألف                                                                           |                                                       |
| مؤشر التنمية البشرية                                      | 0.865                                                                               | 0.916                                                 |
| رمز المكالمات الدولي                                      | +30                                                                                 | +353                                                  |
| رمز الإنترنت                                              | .gr                                                                                 | .ie                                                   |
| المنطقة الزمنية                                           | توقيت شرق أوروبا، ت ع م+02:00، ت ع م+03:00، توقيت شرق أوروبا الصيفي ‏، أوروبا/أثينا ‏ | 00، ت ع م+01:00، أوروبا/دبلن ‏                         |

## مدن متوأمة
في ما يلي قائمة باتفاقيات التوأمة بين مدن يونانية وأيرلندية:
- ترتبط بروزة مع بوندوران باتفاقية توأمة.

## منظمات دولية مشتركة
يشترك البلدان في عضوية مجموعة من المنظمات الدولية، منها:
| علم المنظمة | اسم المنظمة                               | تاريخ انضمام اليونان | تاريخ انضمام جمهورية أيرلندا |
| ----------- | ----------------------------------------- | -------------------- | ---------------------------- |
|             | وكالة الفضاء الأوروبية                    | 9 مارس 2005          | ?                            |
|             | الاتحاد الأوروبي                          | 1981                 | 1973                         |
|             | وكالة ضمان الاستثمار متعدد الأطراف        | 30 أغسطس 1993        | 27 أكتوبر 1989               |
|             | منظمة التعاون الاقتصادي والتنمية          | 30 سبتمبر 1961       | ?                            |
|             | الأمم المتحدة                             | 25 أكتوبر 1945       | 14 ديسمبر 1955               |
|             | الوكالة الدولية للطاقة                    | ?                    | ?                            |
|             | الفريق المعني برصد الأرض                  | ?                    | ?                            |
|             | منظمة حظر الأسلحة الكيميائية              | ?                    | ?                            |
|             | منظمة التجارة العالمية                    | 1995                 | ?                            |
|             | منظمة الشرطة الجنائية الدولية             | ?                    | ?                            |
|             | منظمة الأمن والتعاون في أوروبا            | 25 يونيو 1973        | 25 يونيو 1973                |
|             | مؤسسة التنمية الدولية                     | 9 يناير 1962         | 22 ديسمبر 1960               |
|             | نظام تحكم تكنولوجيا القذائف               | 1992                 | 1992                         |
|             | يونسكو                                    | 4 نوفمبر 1946        | 3 أكتوبر 1961                |
|             | مجلس أوروبا                               | 9 أغسطس 1949         | ?                            |
|             | الاتحاد البريدي العالمي                   | ?                    | ?                            |
|             | البنك الدولي للإنشاء والتعمير             | 27 ديسمبر 1945       | 8 أغسطس 1957                 |
|             | المنظمة الهيدروغرافية الدولية             | ?                    | ?                            |
|             | الاتحاد الدولي للاتصالات                  | 1866                 | 8 ديسمبر 1923                |
|             | مؤسسة التمويل الدولية                     | 26 سبتمبر 1957       | 11 سبتمبر 1958               |
|             | المنظمة الأوروبية لسلامة الملاحة الجوية   | 1988                 | 1965                         |
|             | المركز الدولي لتسوية المنازعات الاستشارية | 21 مايو 1969         | 7 مايو 1981                  |
|             | مجموعة أستراليا                           | 1985                 | 1985                         |
|             | مجموعة الموردين النوويين                  | ?                    | ?                            |

## أعلام
هذه قائمة لبعض الشخصيات التي تربطها علاقات بالبلدين:
- جورجيا سالبا (عارضة يونانية، 14 مايو 1985[26] – )
- كريستوفر سيمبسون (1975 – )

## وصلات خارجية
- موقع وزارة الخارجية اليونانية
- موقع وزارة الخارجية الأيرلندية